# Ischnoscia borreonella
Ischnoscia borreonella är en fjärilsart som beskrevs av Pierre Millière. Ischnoscia borreonella ingår i släktet Ischnoscia och familjen äkta malar. Inga underarter finns listade i Catalogue of Life.